# Morée
 Morée  es una población y comuna francesa, en la región de Centro, departamento de Loir y Cher, en el distrito de Vendôme y cantón de Morée.

## Demografía
| 962 | 979 | 1012 | 1104 | 1061 | 994 |
| Para los censos de 1962 a 1999 la población legal corresponde a la población sin duplicidades (Fuente: INSEE [Consultar]) |     |      |      |      |     |